# Buck 65
Ричард Терфрі (англ. Richard Terfry) (4 березня 1972 року), більш відомий під сценічним іменем Buck 65, — канадський виконавець альтернативного хіп-хопу з елементами року, блюзу, кантрі, фолку та авангардних експериментів, ді-джей та радіоведучий.
Також відомий як DJ Critical, Jesus Murphy, Johnny Rockwell, Stinkin' Rich, Uncle Climax, Dirk Thornton, Haslam.

## Дискографія

### Buck 65
- Game Tight (1994)
- Year Zero (1996)
- Weirdo Magnet (1996)
- Language Arts (1996)
- Vertex (1997)
- Man Overboard (2001)
- Synesthesia (2001)
- Square (2002)
- Talkin' Honky Blues (2003)
- Secret House Against the World (2005)
- Strong Arm (2006)
- Situation (2007)
- Dirtbike 1-3 (2008)
- 20 Odd Years (2011)
- Laundromat Boogie (2014)
- Neverlove (2014)
- Dirtbike 4 (2015)

### Bike for Three!
- More Heart Than Brains (2009)
- So Much Forever (2014)